# Toma de Durango (1864)
La Toma de Durango de 1864 tuvo lugar el 4 de julio de 1864 durante la Segunda Intervención Francesa en México por una división del Ejército Francés.
Quien también invadiò la parte norte de Sinaloa.